# Underflip
L'underflip est un tricks en skate, inventé par Rodney Mullen. Ce trick (ou figure) n'est pas destiné aux nouveaux skaters car elle est difficile à réaliser.

## Principe
Le principe de l'underflip est de faire vriller le skate autour de son axe longitudinal, afin de lui faire effectuer une rotation de 180° vers soi. Puis, d'un coup de pied le faire retourner à son point de départ pour finalement le plaquer. L'action se passe lors d'un saut (comme le ollie) où le skater ne touche ni le sol ni le skate. Le skate ne doit pas non plus toucher pas le sol lors de la figure. Cette figure peut être faite en roulant ou non.

## La technique
Pour réaliser l'underflip, vous pouvez vous y prendre de deux manières différentes. Pour la première, il faut commencer en kickflip et à la moitié de celui-ci, mettre un coup de pied sur la planche de manière à la faire effectuer un autre demi flip dans l'autre sens et plaquer le skate contre le sol. Pour la deuxième technique, il faut mettre son pied arrière au milieu du skate de manière que seul le talon soit sur le skate, puis à mettre son autre pied à côté de l'autre, de façon que seuls les orteils soient sur la planche. Le pied avant va appuyer sur la planche pour que le grip se trouve le pied et ensuite remettre le skate sur le sol et plaquer.

## Les difficultés
La difficulté majeure de cette figure est de faire plus d'un mouvement dans un laps de temps minime (1 seconde environ). Cependant, d'autres problèmes peuvent survenir lors de la réalisation de cette figure comme la puissance du coup de pied trop fort ou trop faible pour le plaqué après l'avoir lancé ou faire un mauvais mouvement et que le skate ne fasse pas ce qu'il est censé faire.